# Rafael di Zeo
Rafael di Zeo (* 4. Februar 1962) ist ein überregional bekannter Fußballfan aus Argentinien und ehemaliger Anführer der Gruppierung La 12 (Die 12), des Fanclubs der Boca Juniors. Di Zeo und La 12 sind der Barra-Brava-Szene zuzurechnen. Als Barras Bravas (in etwa: wilder Haufen) bezeichnet man in Argentinien die extreme Fanszene, eine Art Mischung zwischen den in Europa bekannten Hooligans und Ultras. Außerdem werden Di Zeo und La 12 – wie viele andere Barras Bravas auch – mit der Halbwelt in Verbindung gebracht. Dass Di Zeo dennoch eine große Popularität, vor allem unter den Fans der Boca Juniors, genießt, ist auf seine mediale Inszenierung zurückzuführen. Denn er weiß sich ähnlich geschickt in Szene zu setzen wie einst der Chicagoer Gangsterboss Al Capone.

## Biografie
Um Rafael di Zeo – oder einfach Rafa, wie er von seinen Freunden und zahlreichen Bewunderern meist nur genannt wird – ranken sich zahlreiche Mythen.
Bis etwa 1997 war er Angestellter der Stadt Buenos Aires. Dann übernahm er, gemeinsam mit seinem Bruder Fernando, die etwa 2.000 Mitglieder zählende Gruppierung La 12, nachdem der vorherige Anführer José Barrita zusammen mit einigen anderen führenden Köpfen wegen Mordes zu einer langjährigen Haftstrafe verurteilt worden war.
Obwohl Di Zeo zahlreiche Verstrickungen in kriminelle Machenschaften nachgesagt werden, gibt es kaum handfeste Beweise gegen ihn. Und wenn es einmal handfeste Beweise gibt, sind keine ernsthaften Konsequenzen zu erwarten. Lediglich einmal wurde er wegen Gewaltdelikten für 56 Tage inhaftiert und mit einem mehrmonatigen Stadionverbot belegt. Als er anschließend wieder zum ersten Mal in der Bombonera erschien, feierte die nationale Presse ihn in ähnlicher Weise wie einen Besuch von Diego Armando Maradona.
Seine ungeheure Popularität zeigt sich auch darin, dass es im Umkreis von mehreren Hundert Kilometern um Buenos Aires kaum einen Sportler gibt, der so häufig um ein Autogramm gebeten wird wie Rafael di Zeo.
Was jedoch schwerer wiegt als seine Popularität bei der einfachen Bevölkerung, sind seine Kontakte nach oben. So berichtet Gustavo Grabia, Redakteur der Sportzeitung Olé, in einem Interview mit dem Ballesterer Fußballmagazin: „Wenn Di Zeo sich damit brüstet, alle Telefonnummern der Macht zu haben, dann sagt er absolut die Wahrheit. Ich habe seine Agenda mit eigenen Augen gesehen, und da bleibt einem die Spucke weg, auf welche Ebenen dieser Mann Zugriff hat. Es kommt nicht von ungefähr, dass es so schwierig ist, ihn einer Strafe zuzuführen.“